# Maynal
Maynal é uma comuna francesa na região administrativa de Borgonha-Franco-Condado, no departamento de Jura. Estende-se por uma área de 8,14 km². Em 2010 a comuna tinha 335 habitantes (densidade: 41,2 hab./km²).